# Montholier
Montholier est une commune française située dans le département du Jura, dans la région culturelle et historique de Franche-Comté et la région administrative Bourgogne-Franche-Comté, ayant pour voisin d'autres villages et étant composée de plusieurs hameaux (Rabeur, Rathier...). 
Les habitants se nomment les Barouchins et Barouchines.

## Géographie
Village situé dans le vignoble jurassien à 8 km de Poligny (capitale du comté), 12 km d'Arbois, 25 min de Lons-le-Saunier, 30 min de Dole et 50 min de Besançon. Le village est à 5 km du péage-échangeur de l'A39 à Bersaillin. La future LGV qui va longer l'A39 mettra deux gares TGV à trente minutes de Montholier. Une première gare sera construite près de Dole (Choisey) et une seconde près de Lons-le-Saunier (Courlaoux). L'expansion attendue de l'aéroport de Franche-Comté à Tavaux-Dole achève le décompte des moyens d'ouverture du village sur l'extérieur.
Sa superficie est de 799 ha dont 458 en surface agricole utile (prairie, céréales, oléagineux et quelques vignes). L'élevage bovin est dominant (AOC Comté ou viande). La vigne, qui a atteint une centaine d'hectares en 1870, a quasiment disparu. Il reste seulement une petite production familiale chez les quelques seniors du village (Bon, Jacquot, Maraux, Seroz...). Deux forêts (La Rochette et Foras) produisent des bois de bonne qualité (chênes et hêtres). La population bénéficie de très nombreuses coupes de bois afin de fournir le bois de chauffage. (MS)

### Communes limitrophes
Les communes limitrophes sont  Abergement-le-Grand, Aumont, Brainans, Grozon, Neuvilley et Tourmont.

### Climat
Pour des articles plus généraux, voir Climat de la Bourgogne-Franche-Comté et Climat du département du Jura.
En 2010, le climat de la commune est de type climat de montagne, selon une étude du Centre national de la recherche scientifique s'appuyant sur une série de données couvrant la période 1971-2000. En 2020, Météo-France publie une typologie des climats de la France métropolitaine dans laquelle la commune est exposée à un climat semi-continental et est dans la région climatique  Jura, caractérisée par une forte pluviométrie en toutes saisons (1 000 à 1 500 mm/an), des hivers rigoureux et un ensoleillement médiocre. 
Pour la période 1971-2000, la température annuelle moyenne est de 10,4 °C, avec une amplitude thermique annuelle de 17,1 °C. Le cumul annuel moyen de précipitations est de 1 202 mm, avec 13,2 jours de précipitations en janvier et 9,2 jours en juillet. Pour la période 1991-2020, la température moyenne annuelle observée sur la station météorologique de Météo-France la plus proche, « Colonne », sur la commune de Colonne à 6 km à vol d'oiseau, est de 11,7 °C et le cumul annuel moyen de précipitations est de 1 170,0 mm. 
La température maximale relevée sur cette station est de 40,3 °C, atteinte le 7 août 2003 ; la température minimale est de −18 °C, atteinte le 12 janvier 1987,,. 
Les paramètres climatiques de la commune ont été estimés pour le milieu du siècle (2041-2070) selon différents scénarios d'émission de gaz à effet de serre à partir des nouvelles projections climatiques de référence DRIAS-2020. Ils sont consultables sur un site dédié publié par Météo-France en novembre 2022.

## Urbanisme

### Typologie
Au 1er janvier 2024, Montholier est catégorisée commune rurale à habitat dispersé, selon la nouvelle grille communale de densité à sept niveaux définie par l'Insee en 2022.
Elle est située hors unité urbaine. Par ailleurs la commune fait partie de l'aire d'attraction de Poligny, dont elle est une commune de la couronne,. Cette aire, qui regroupe 22 communes, est catégorisée dans les aires de moins de 50 000 habitants,.

### Occupation des sols
L'occupation des sols de la commune, telle qu'elle ressort de la base de données européenne d’occupation biophysique des sols Corine Land Cover (CLC), est marquée par l'importance des territoires agricoles (79,2 % en 2018), une proportion identique à celle de 1990 (79,2 %). La répartition détaillée en 2018 est la suivante : 
prairies (51,1 %), terres arables (17,2 %), forêts (15,7 %), zones agricoles hétérogènes (10,9 %), zones urbanisées (5,1 %). L'évolution de l’occupation des sols de la commune et de ses infrastructures peut être observée sur les différentes représentations cartographiques du territoire : la carte de Cassini (XVIIIe siècle), la carte d'état-major (1820-1866) et les cartes ou photos aériennes de l'IGN pour la période actuelle (1950 à aujourd'hui).

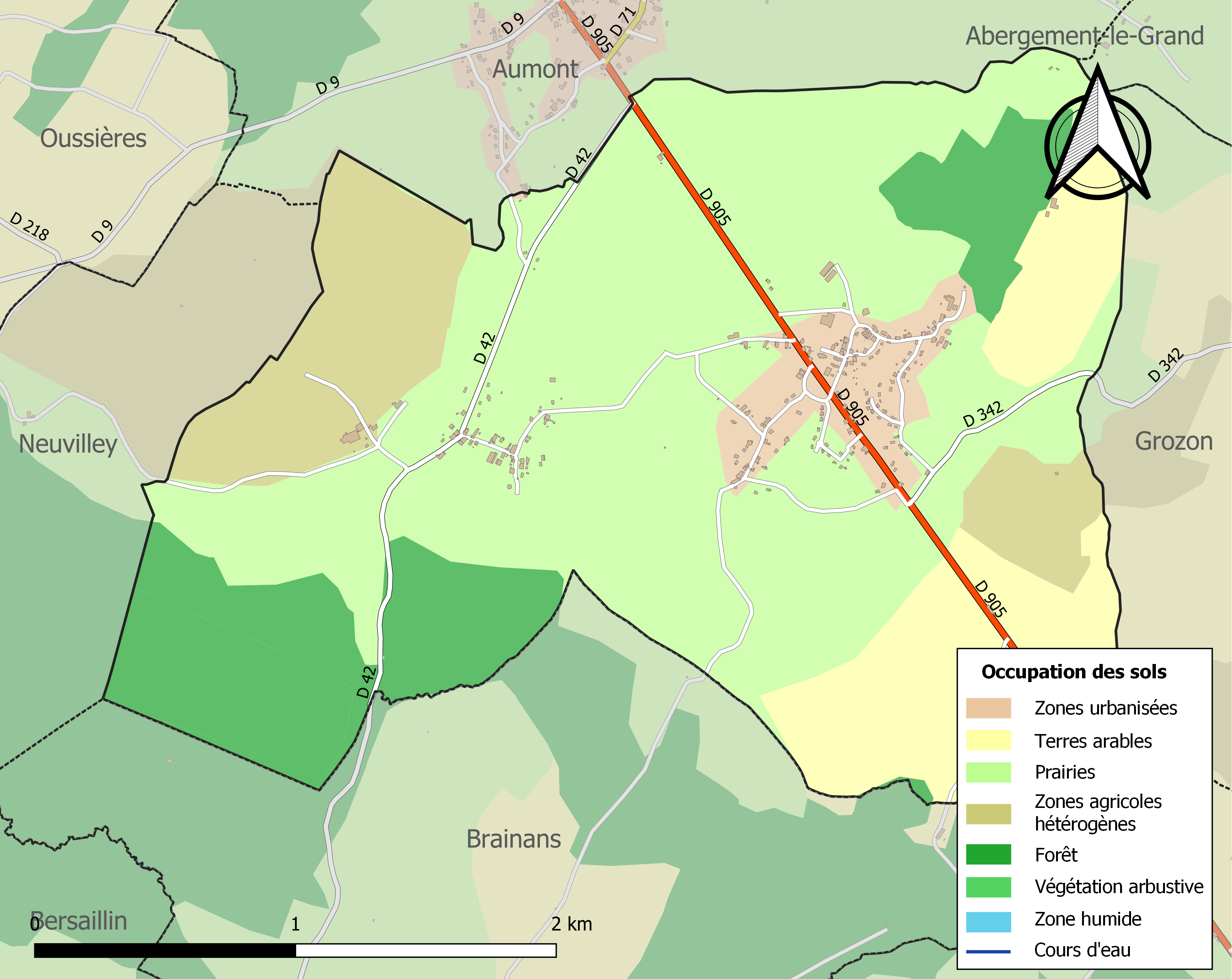
Carte des infrastructures et de l'occupation des sols de la commune en 2018 (CLC).

## Histoire
Les traces les plus anciennes remontent à la période pré-romaine avec la présence sur le site des Millières d'un enclos, identifié par des prises de vues aériennes.(DRAC) Le village à l'époque gallo-romaine se trouve entre les riches plaines doloises et la cité de Grozon ainsi que près de la villa de Tourmont. C'est ainsi que divers vestiges ont été retrouvés dans divers lieux du village (tessons, tuiles, éclats de poteries.... malheureusement tout cela a été perdu). Rabeur est le lieu de rencontre de trois voies romaines (Chevalier, Rousset et divers relevés actuels).
Le village apparaît dans les documents au XIe siècle où il est rattaché à la Terre de Colonne. Il fait partie du comté de Bourgogne, lui-même dépendant du Saint-Empire romain germanique.(ADSL) Il était à l'origine une ferme dépendant de Grozon. Les chartes de l'abbaye de Rosières (La Ferté) commencent à mentionner Montholier dès le XIIe siècle. Montholier (d'après Rousset) est dès cette époque le chef-lieu de l'un des quatre bâtis de la terre de Colonne. On l'appelait Bâtis d'outre-bois (par rapport au bois de Foras) et il avait sous sa dépendance Rathier, Neuvilley, les Millières, le moulin des Charpys et le Moulin Banigot. Le prévôt de Colonne y exerçait la justice haute, moyenne et basse. L’ensemble du Revermont a été saccagé par les Grandes compagnies au XIVe siècle, donc il semble plus que probable que Montholier ait été une cible comme une autre pour ces pillards. Rousset, dans son Dictionnaire des communes, mais aussi l'historien Chevalier (XVIIIe siècle) affirment que le château de Montholier (on parlera de maison-forte) a été détruit par Louis XI en 1480, lors d'une première tentative d'invasion. Il aurait été la propriété d'un certain seigneur ou chevalier de la Baroche. D'où le nom actuel des habitants de Montholier, les Barochins (prononcé Barouchins).
La chapelle Bulabois possède une pierre tombale d'un certain Jehan Bulabois datée de 1577. La chapelle est élevée en 1611 sur cette pierre tombale. À cette époque, l'église de Montholier est située à Grozon, même si une petite chapelle (Saint-Michel) se trouve au pied de la colline sous l'église actuelle. C'est lors de la guerre de Dix Ans que le lieu de culte s'installe à Montholier dans cette chapelle Bulabois ou au presbytère de Grozon. Mais l'insécurité règne. Toujours lors de la guerre de Dix Ans (1634-1644), Montholier est, comme la grande majorité des villages du Bas Jura, ravagé et détruit par les troupes françaises de Louis XIII et Richelieu. Louis XIII rêve de rattacher la comté au royaume de France. Face à la violence des Français, localement, se crée un groupe de partisans, mené par le Polinois La Courvière, qui mène des coups de main contre l'occupant français dans les campagnes autour de Montholier-Oussières. À plusieurs reprises, le village sera pillé et la population anéantie, et plus particulièrement au printemps 1637. Face au succès grandissant de La Courvière, les Français et leurs soudards suédois le traquent impitoyablement. Il est finalement tué. La paix revient, la population reconstruit la région, la prospérité et le calme sont de retour. Les Français et les Suédois (les Sweds) laissent derrière eux plus de 100 000 morts dans les campagnes comtoises.
En 1654, les travaux de l'église Saint-Michel commencent et ils s'achèvent en 1659. Un clocher-porche comtois est érigé à l'Ouest. Clocher comtois dont les tuiles vernissées représentent sur les quatre faces des croix de Malte (ordre des Chevaliers de l'Hospital de Saint Jean). En 1678, nouvel assaut des Français, la Comté devient française. Montholier entre alors dans le royaume de France. Le Code forestier est appliqué dans nos forêts, ce qui n'est pas rien lorsque l'on sait que Montholier est une très riche commune forestière. Le quart de réserve entre très vite en vigueur, les fossés entourant ce quart de réserve sont visibles à la Rochette. En 1747, grâce au don de l'ancien prêtre du village (Claude Anathole Guignard) et à l'aumône des paroissiens, une cloche est installée dans le clocher. Elle est bénite par le père Jean-François-Xavier Marion de Vatagna.
La Révolution ne laisse aucune trace. En 1790, Montholier compte 258 hab., Rabeur 151 et Rathier 155. Lors des guerres d'Italie, Napoléon Bonaparte se serait arrêté dans l'auberge du village.
En 1825, les villages de Montholier, Rabeur et Rathier décident de s'unir pour ne former qu'une commune. L'ensemble compte 673 habitants. En 1848, Montholier fait bâtir une maison commune qui abrite l'école fréquentée par 75 élèves. 70 élèves fréquentent l'étude du soir. En 1851, une maison-école est construite à Rathier. L'institutrice y est logée. (Rousset). En 1881, le président de la République Jules Grévy, originaire de Mont-sous-Vaudrey, obtient la réalisation d'une voie ferrée entre Dole et Poligny via Mont-sous Vaudrey. Montholier est sur le tracé et bénéficie de deux gares proches pour ses habitants (Aumont et Vacadieu-Brainans). Elle est inaugurée le 30 août 1884. Face au succès de l'automobile, elle est fermée dans les années 1950. L'eau et l'électricité arrivent dans les années 1950 et 60.

## Dinosaure-Plésiosaure
Au XIXe siècle, lors des travaux sur la route impériale (nationale 5 ou départementale 1005), le squelette d'un Plesiosaurus a été retrouvé dans de la marne grise. Squelette qui est parti pour étude à Paris et qui n'a pas laissé de traces. (Rousset et Désiré Monnier, ADJ). Le plésiosaure était un grand reptile marin qui nageait dans les mers peu profondes du jurassique. Ses quatre nageoires lui permettaient de se déplacer très vite.

## Politique et administration

### Tendances politiques et résultats

#### Élections Régionales
Le village de Montholier place la liste "Pour La Bourgogne et La Franche-Comté" menée par Gilles Platret (LR), dès le 1er tour des Élections régionales de 2021 en Bourgogne-Franche-Comté, avec 25,00 % des suffrages. Lors du second tour, les habitants décideront de placer la liste de "Notre Région Par Cœur" menée par Marie-Guite Dufay, présidente sortante (PS) en tête, avec cette fois-ci, près de 37.33 % des suffrages. Devant les autres listes menées par Gilles Platret (LR) en seconde position avec 34,67 %, Julien Odoul (RN), troisième avec 21,33 % et en dernière position celle de Denis Thuriot (LaREM) avec 6,67 %. Il est important de souligner une abstention record lors de cette élection qui n'ont pas épargné le village de Montholier avec lors du premier tour 65,98 % d'abstention et au second, 66,39 %.

#### Élections Départementales
Le village de Montholier faisant partie du Canton de Bletterans place le binôme de Philippe Antoine (LaREM) et Danielle Brulebois (LaREM), en tête, dès le 1er tour des Élections départementales de 2021 dans le Jura, avec 57,50 % des suffrages. Lors du second tour, les habitants décideront de placer de nouveau le binôme de Philippe Antoine (LaREM) et Danielle Brulebois (LaREM), en tête, avec cette fois-ci, près de 71,83 % des suffrages. Devant l'autre binôme menée par Josiane Hoellard (RN) et Michel Seuret (RN) qui obtient 28,17 %. Il est important de souligner une abstention record lors de cette élection qui n'ont pas épargné le village de Montholier avec lors du premier tour 65,98 % d'abstention et au second, 66,80 %.

### Liste des maires de Montholier
| Période   | Période   | Identité             | Étiquette | Qualité         |
| --------- | --------- | -------------------- | --------- | --------------- |
| vers 1898 |           | Gustave Bellaigue    |           | Négociant       |
| mars 1952 | mars 1966 | Eugène Michondard    | SE        |                 |
| mars 1966 | mars 1987 | Émile Poirson        | SE        |                 |
| mars 1987 | mars 2001 | Jean-Claude Viallard | SE        |                 |
| mars 2001 | mars 2003 | Guy Vionnet          | SE        |                 |
| mars 2003 | août 2020 | Marie-Ange Capron    | DVG       | Agent technique |
| août 2020 | En cours  | Pierre Leroy         |           |                 |

### École
Montholier et Aumont se sont réunis pour regrouper leurs élèves. Aumont accueille les premières sections jusqu'au CE1 et Montholier accueille les CE2, CM1 et CM2.
Une cantine scolaire est à disposition à Aumont.
Un système de bus assure la navette pour les enfants.

## Démographie
L'évolution du nombre d'habitants est connue à travers les recensements de la population effectués dans la commune depuis 1793. Pour les communes de moins de 10 000 habitants, une enquête de recensement portant sur toute la population est réalisée tous les cinq ans, les populations de référence des années intermédiaires étant quant à elles estimées par interpolation ou extrapolation. Pour la commune, le premier recensement exhaustif entrant dans le cadre du nouveau dispositif a été réalisé en 2008.

En 2022, la commune comptait 369 habitants, en évolution de +4,24 % par rapport à 2016 (Jura : −0,81 %, France hors Mayotte : +2,11 %).
| 1793 | 1800 | 1806 | 1821 | 1831 | 1836 | 1841 | 1846 | 1851 |
| ---- | ---- | ---- | ---- | ---- | ---- | ---- | ---- | ---- |
| 264  | 299  | 353  | 257  | 601  | 598  | 624  | 673  | 671  |

| 1856 | 1861 | 1866 | 1872 | 1876 | 1881 | 1886 | 1891 | 1896 |
| ---- | ---- | ---- | ---- | ---- | ---- | ---- | ---- | ---- |
| 600  | 563  | 573  | 575  | 575  | 538  | 518  | 511  | 470  |

| 1901 | 1906 | 1911 | 1921 | 1926 | 1931 | 1936 | 1946 | 1954 |
| ---- | ---- | ---- | ---- | ---- | ---- | ---- | ---- | ---- |
| 464  | 442  | 424  | 359  | 381  | 378  | 361  | 333  | 290  |

| 1962 | 1968 | 1975 | 1982 | 1990 | 1999 | 2006 | 2008 | 2013 |
| ---- | ---- | ---- | ---- | ---- | ---- | ---- | ---- | ---- |
| 278  | 259  | 270  | 289  | 286  | 283  | 309  | 317  | 345  |

| 2018 | 2022 | - | - | - | - | - | - | - |
| ---- | ---- | - | - | - | - | - | - | - |
| 365  | 369  | - | - | - | - | - | - | - |

La population est en constante progression grâce à la construction de plusieurs maisons au nouveau lotissement du Pré Dole. Mais aussi grâce à la rénovation d'anciennes fermes. Le lotissement du Pré Dole est en train de voir s'élever divers chalets et maisons bioclimatiques. L'esprit écologue voulu par J-C Viallard et ses maisons expérimentales est préservé. Le village attire et a une image positive à l'extérieur, en plus de cela le tissu artisanal est assez dense pour un village de cette taille.
- deux électriciens
- un maçon
- une entreprise de TP

## Festivités
Montholier a été pendant de nombreuses années le lieu d'une populaire fête des jonquilles. Elle s'est éclipsée depuis quelques années.
Un concours de pétanques, a lieu le dernier week-end de septembre pour la Saint-Michel, il rassemble plus d'une cinquantaine de doublettes. Le week-end de la Saint-Jean, un repas rassemble une partie du village sur le terrain de pétanque, repas qui s'achève par un feu en l'honneur de l'été.

### Biou
Le biou de Montholier est relativement récent, puisqu'il est institué en 1901 par un vigneron arboisien venu s'installer à Montholier. La fête a lieu pour la Saint-Michel, le 29 septembre. Les préparateurs du biou disposent de deux moules différents, mais il semble que seul le plus important soit utilisé. La disposition des raisins a varié à plusieurs reprises. Le biou, apporté à l'église par quatre hommes, y reste suspendu une semaine et quelquefois plus longtemps. les grappes sont ensuite à la disposition du curé qui en use comme bon lui semble. D'après Vins, vignes et vignobles du Jura, Cêtre Bruno, Christian et Éric de Brisis. 1993.
Le biou est préparé dans l'ancien presbytère qui est aujourd'hui propriété de la famille Dhorne. Certains vignerons du village se réunissent le samedi de la fête pour le préparer (Jean Jacquot, M. Sinet, JC Viallard, fils Maraux, les regrettés MM Richard et Maraux). Les cépages locaux sont tous utilisés (savagnin, chardonnet, plousard et trousseau). La grappe est ensuite transportée en procession le dimanche à l'église. Le raisin est donné aux sœurs Clarisse de Poligny, qui l'utilisent en vin de messe. L'équipe a perdu beaucoup de ses membres à cause du poids des ans, quelques jeunes se greffent à l'équipe afin de perpétuer cette très noble et belle tradition. Le risque majeur est la disparition des vignes sur les coteaux du village, pourtant classés en AOC Côtes du Jura. Un groupe de musique "Les Jamois" de Tourmont accompagne la cérémonie.

## Lieux et monuments

### Voies
| 21 odonymes recensés à Montholier au 24 novembre 2013    | 21 odonymes recensés à Montholier au 24 novembre 2013 | 21 odonymes recensés à Montholier au 24 novembre 2013 | 21 odonymes recensés à Montholier au 24 novembre 2013 | 21 odonymes recensés à Montholier au 24 novembre 2013 | 21 odonymes recensés à Montholier au 24 novembre 2013 | 21 odonymes recensés à Montholier au 24 novembre 2013 | 21 odonymes recensés à Montholier au 24 novembre 2013 | 21 odonymes recensés à Montholier au 24 novembre 2013 | 21 odonymes recensés à Montholier au 24 novembre 2013 | 21 odonymes recensés à Montholier au 24 novembre 2013 | 21 odonymes recensés à Montholier au 24 novembre 2013 | 21 odonymes recensés à Montholier au 24 novembre 2013 | 21 odonymes recensés à Montholier au 24 novembre 2013 | 21 odonymes recensés à Montholier au 24 novembre 2013 | 21 odonymes recensés à Montholier au 24 novembre 2013 |
| Allée                                                    | Avenue                                                | Bld                                                   | Chemin                                                | Cours                                                 | Impasse                                               | Côte                                                  | Passage                                               | Place                                                 | Quai                                                  | Rd-point                                              | Route                                                 | Rue                                                   | Ruelle                                                | Autres                                                | Total                                                 |
| -------------------------------------------------------- | ----------------------------------------------------- | ----------------------------------------------------- | ----------------------------------------------------- | ----------------------------------------------------- | ----------------------------------------------------- | ----------------------------------------------------- | ----------------------------------------------------- | ----------------------------------------------------- | ----------------------------------------------------- | ----------------------------------------------------- | ----------------------------------------------------- | ----------------------------------------------------- | ----------------------------------------------------- | ----------------------------------------------------- | ----------------------------------------------------- |
| 0                                                        | 0                                                     | 0                                                     | 5                                                     | 0                                                     | 0                                                     | 0                                                     | 0                                                     | 1                                                     | 0                                                     | 0                                                     | 5                                                     | 6                                                     | 0                                                     | 4                                                     | 21                                                    |
| Notes « N »                                              |                                                       |                                                       |                                                       |                                                       |                                                       |                                                       |                                                       |                                                       |                                                       |                                                       |                                                       |                                                       |                                                       |                                                       |                                                       |
| Sources : rue-ville.info & OpenStreetMap & FNACA 39 GAJE |                                                       |                                                       |                                                       |                                                       |                                                       |                                                       |                                                       |                                                       |                                                       |                                                       |                                                       |                                                       |                                                       |                                                       |                                                       |

### Édifices et sites
Une mise en valeur du village a été effectuée dans les années 2000 : réfection d'une fontaine, parterres de fleurs, terrain de pétanque.... Le village accueille lors du week-end de la Saint-Michel, le traditionnel biou (grappe de raisins offerte par les vignerons à l'église et un concours de pétanque (quarante doublettes).
L'église du XVIIe siècle est en grande partie classée (statues, retables, autel...). Son clocher à croix de Malte est célèbre dans la campagne du comté de Grimont et se retrouve sur de nombreux clichés.
Plusieurs fontaines et statues dédiées à la Vierge ponctuent les routes et chemins.
Sur le versant est de la colline, de nombreuses cabordes et terrasses élevées lors des siècles précédents sont à voir.
On y trouve également un monument aux morts en hommage aux combattants de la guerre 1914-1918 et un autre en hommage à la guerre d'Algérie (1954-1962)
Y sont reproduits une croix en ruban aux couleurs de la France, des colonnes, une couronne de laurier et une branche de chêne. Le monument est protégé par une barrière et se trouve dans la cour de l'école, près de la Mairie et de l'Eglise. Il ne compte que les victimes de leur guerres respectives et celui pour la première Guerre Mondiale porte l'inscription : "Aux morts pour la Patrie".